# Furacão Kenna
Kenna foi um furacão da temporada de furacões no Pacífico de 2002, sendo um dos mais fortes que já atingiu o México.
O furacão formou-se no Pacífico nordeste em 22 de outubro. Fortaleceu-se rapidamente, alcançando categoria 5 na Escala de Furacões de Saffir-Simpson em 25 de outubro. Enfraqueceu até a categoria 4 antes de chegar ao Puerto Vallarta. Os únicos furacões do Pacífico a golpear o México em uma intensidade maior que o Kenna foram o Furacão Madeline em 1976 e um furacão desconhecido em 1959.
Foram registradas 4 mortes pelo furacão.